# John McCarthy (piłkarz)
John Joseph McCarthy III (ur. 4 lipca 1992 w Cinnaminson) – amerykański piłkarz występujący na pozycji bramkarza, od 2024 roku zawodnik Los Angeles Galaxy.